# Russells paradoks
Russells paradoks er et begreb inden for logikken. Det er udviklet af filosoffen Bertrand Russell i 1901 som en kritik af Gottlob Freges bog Begriffsschrift fra 1879. Formelt lyder paradokset således:
"Mængden R indeholder alle de mængder, som ikke indeholder sig selv. Indeholder mængden R sig selv?"
Når Russell opstiller paradokset, så er det ikke fordi han mener, at der faktisk foreligger et paradoks i betydningen selvmodsigelse. Han gør det blot for at klargøre et logisk problem. Han mener, at der kun er tale om en tilsyneladende selvmodsigelse. Paradokset er udtryk for, at man har brudt nogle af logikkens regler.

## Paradokset
Betegnelsen "klasse" er et ord, som man både bruger i matematikken og i logikken, og det er dette ord, der skaber logiske problemer i forbindelse med Russells paradoks. Eksempler på en klasse er klassen af antikkens filosoffer, klassen af anarkistiske samfund eller klassen af pattedyr. En klasse består af medlemmerne af denne klasse, og disse medlemmer har bestemte egenskaber fælles.
Så kan man spørge, om en klasse kan være medlem af sig selv. Hvis man f.eks. taler om klassen af abstrakte begreber, så synes denne klasse selv at være et abstrakt begreb. På den anden side er de fleste klasser ikke medlem af sig selv. Klassen af alle danskere er ikke en dansker. Klassen af konkrete ting er ikke selv en konkret ting. Man kan således skelne mellem klasser der er medlem af sig selv, og klasser der ikke er medlem af sig selv.
Man kan endvidere tale om klassen af alle de klasser, der ikke er medlem af sig selv. Er denne klasse nu medlem af sig selv? Her viser paradokset sig. Det viser sig, at man ender i en selvmodsigelse, uanset om man svarer ja eller nej.
Hvis man siger, at klassen af alle de klasser, der ikke er medlemmer af sig selv, er medlem af sig selv, så siger man dermed, at den ikke er medlem af sig selv. Den er jo i så fald medlem af klassen af alle de klasser, der ikke er medlem af sig selv.
Hvis man omvendt siger, at denne klasse ikke er medlem af sig selv, så siger man dermed, at den er medlem af sig selv. Den er jo i så fald medlem af den klasse, der består af de klasser, der ikke er medlem af sig selv.

## Russells løsning
Russell forslog en løsning på paradokset med sin typeteori: Man inddeler mængder i logiske typer. Enkeltting tilhører type 0; klassen af enkeltting tilhører type 1; klassen af klasser af type 1 tilhører type 2; klassen af klasser af type 2 tilhører type 3. Og så videre. Det gælder nu om at holde typerne ude fra hinanden. Man må ikke bruge et ord eller et udtryk som om det tilhører en anden type end den type, det faktisk tilhører. I så fald har man brudt logikkens regler, siger Russell.
Klassen af alle abstrakte begreber tilhører således type 1. Klassen af alle de klasser, der er medlemmer af sig selv, tilhører type 2. Den sidste klasse er ganske vist et abstrakt begreb, men den er et abstrakt begreb af en højere type end et abstrakt begreb i den første klasse.
På samme måde tilhører klassen af alle de klasser, der ikke er medlem af sig selv, type 2. Den må ikke behandles som om den er en klasse af type 1, siger Russell. Og det er netop det, der sker i det ovennævnte paradoks.
Typeteorien er et nyttigt redskab i matematik og datalogi.